# Катакомбна црква
Катакомбна црква (рус. Катакомбная церковь) заједнички је назив за руске православне хришћане који су 1920-их. се из различитих разлога приступили тајном богослужењу у Совјетском савезу или изван њега. У ужем смислу, термин катакомбна црква не означава само илегалне хришћанске заједнице, већ заједнице које су, после 1927. године, одбацили надлежност тадашње Московске патријаршије на челу са митрополитом Сергијем Страгородским, оптужујући их за сарадњу са комунистичким властима, и почели да делују илегално. Потоњи су се такође звали "Истинска православна црква".

## Оснивање катакомбне Цркве
Патријарх московски Тихон је 19. јануара 1918. анатемисао совјетску комунистичку владу да је створила идеолошку државу, чији је циљ био реконструкција целокупног живота Русије на атеистичкој и материјалистичкој основи. Ову анатему је потврдио Сверуски црквени сабор, 28. јануара исте године. Совјетска власт је узвратила декретом од 23. јануара 1918. под називом „О слободи савести“, који је Сабор Руске православне цркве назвао „Декрет слободе од савести“.
Совјетска власт отпочела је прогон православних верника у Совјетском савезу. Да би олакшао неподношљиву патњу свештенства и миријана, прогоњених од комунистичке власти, патријарх Тихон је учинио серију уступака и компромиса држави. Совјетска власт није била задовољна овим уступцима и захтевали су потпуно духовно потчињавање Цркве држави, и још више појачали прогоне.
Патријарх Тихон је умро 25. марта 1925. године. По епископу Максиму, био је отрован. Тестамент који је нађен после његов смрти био је без икакве сумње кривотворен од стране совјетске власти, али није јој то помогло. После смрти патријарха, митрополит Петар је такође одбио да потпише такву декларацију. Због тога су га ухапсили у децембру 1925. године, депортовали и мучили у избеглиштву. Умро је након 11 година. Наследио га је митрополит Сергеј Старогородски, који је потписао тзв. „Туцкову декларацију“, дана 29. јула 1927, што је изазвало и званични црквени раскол 1927. године.
Познати оснивачи катакомбне цркве били су митрополит Јосиф (Петров), архиепископи Теодор (Поздејевски) и Андреј (Ухтомски). Око њих су формирани неформални покрети „Јосифовци“, „Даниловци“ и „Андрејевци“, које су биле састављена од дела епископа, свештенства и лаика, који нису препознали Декларацију митрополита Сергија из 1927. године као израз лојалности совјетској комунистичкој влади. Чланови покрета су називани и „Тихоновци“ по патријарху Тихону.
Организовали су тајна богослужења по фабрикама, бироима и другим местима, где су верници били увежбани да за тили час претворе из обичних световних просторија у цркве, и обратно. У тим амбијентима деловало је тзв. „бело монаштво“, тј. тајни монаси који су се, радећи по фабрикама и совјетским институцијама, држали својих монашких завета. Помињу се бројеви од око 70 хиљада припадника покрета у Русији. Постоје сведочења о совјетском генералу коме су, спремајући га за сахрану, испод униформе нашли монашку схиму.

## Покрет у периоду 1920—1950.
У периоду од 1920. до 1950. покрет је окупљао десетине хиљада људи, углавном свештенства, монаштва и сељака. Они су били изложени прогону, конфискацији имовине и прогонству у Сибир.
Дана 18. фебруара 1932. догодио се „Велики петак“ руског монаштва. Тада је читаво руско монаштво у току једне једине ноћи нестало у концентрационим логорима. У Лењинграду је ухапшено 40 монаха лавре Светог Александра Невског, 12 монаха Кијевског метоха (остали монаси похапшени су још 1930); десет монаха Валаамског метоха; 90 монахиња Новодевичког манастира; 16 монахиња из метоха мати Таисије Левшинске; 12 монаха из Саборног храма светог Теодора; осам монахиња из киновије лавре Светог Александра Невског „Велика Охотка“; стотину и више монаха из других лењинградских цркава; укупно — 318 људи.
Исте ноћи ухапшени су сви монаси и братство манастира Светог Макарија и приведени у Лењинград као озлоглашени криминалци, чије само присуство представља опасност по друштво. Талас хапшења обухватио је и свештенство и мирјане који су били блиски монаштву. Сви су упућени у Казахстанску област, из које се готово нико није вратио. У исто време, у самом Лењинграду затворене су и опустошене многе цркве. За кратко време свих 1.400 руских манастира (не рачунајући скитове и новоформиране монашке заједнице) било је затворено и, уз неколико изузетака, уништено.
Године 1936, после смрти митрополита Петра и митрополита Кирила, митрополит Јосиф је постао духовни и административни вођа катакомбне цркве која је до тада већ стекла одређени вид организације. Пред крај 1938. митрополита Јосифа су убиле совјетске власти, када су открили да је он на челу тајне катакомбне цркве. Након његове смрти, катакомбна црква је своју тајну најстроже чувала, нарочито имена и локацију где се налазе њене духовне вође. До информација о катакомбној цркви није се могло лако доћи, тако да су је у то време совјетске власти прогласиле за непостојећу.
Кроз своја најтежа искушења катакомбни хришћани пролазили су у периоду након 4. фебруара 1945. године, односно, након устоличења совјетског патријарха Алексија I. Они који га нису признали, били су осуђивани на додатно робијање или кажњавани, а понекад били и стрељани. Они који су га признали и који су ставили свој потпис на то били су ослобађани и добијали су црквена намештења.
У време током и након Другог светског рата долази до контаката и повезивања са Руском заграничном црквом на чијем челу је био митрополит Анастасије.
До касних 1950-их у СССР-у катакомбна православна заједница, окупљала је хиљаде верних. Организационо они нису били повезани. Део те заједнице је био да се успостави контакт са Московском патријаршијом, док су други екстремнији били за што мање контакта са совјетским друштвом и државом. Неки од њих су одбијали да узму совјетске пасоше, прихвате државни посао, шаљу своју децу у школу, служе у војсци, разговарају са званичницима, па чак и користе јавни превоз. Свештеници који нису признали Декларацију митрополита Сергија, били су рашчињени и нису могли да легално обављају богослужења. Као резултат тога, држана су богослужења у строгој тајности.

## Репресија 1960их
Последњи талас репресије над катакомбном црквом почео је 1959. године и нарочито је интензивиран након Уредбе за сузбијање нерада из 1961. године Никите Хрушчова. По основу ове уредбе прогнано је и ухапшено на хиљаде чланова покрета који су одбили да званично прихвате посао (обично су радили на уговор).
Године 1961. прогон ктакомбне цркве званично је легализован издавањем „Упутства за примену прописа о култовима“, усвојеним од стране Савета за питања религије 16. марта 1961. године.
Током 1961. и 1962. године ухапшени су скоро сви активни чланови катакомбне заједнице. Многима је суђено и послати су у логоре. До раних 1970-их, већина преживелих дошла је до слободе, али је покрет знатно ослабио.

## Судбина остатака катакомбне цркве
Током Перестројке покрет је скоро потпуно изгубио старо свештенство. Године 1977. Архијерејски синод Руске заграничне цркве преко катакомбног јеромонаха Лазара (Јурбенко) обраћа се групи свештеника катакомбне цркве, који су остали без епископа. Они који су се одазвали прихватили су јурисдикцију РЗЦ и њеног митрополита Филарета (Вознесенског).
Године 1982. одлуком Савета Синода РЗЦ одржаног у Москви тајно је изабран за епископа Лазар (Јурбенко).
Током 1990-их највећи део катакомбне заједнице коначно је изашао из скровишта и формално затражила прихватање од стране РПЗ и различите јурисдикције православних старокалендарских заједница. Међутим, делови овог покрета још увек нису повезани и не признају јурисдикцију било које од званичних цркава.